# Liste des épisodes des Mystérieuses Cités d'or (série télévisée d'animation, 2012)
Pour la série de 1982, voir Liste des épisodes des Mystérieuses Cités d'or (série télévisée d'animation, 1982).
Cet article présente les épisodes de la série télévisée d'animation franco-belge Les Mystérieuses Cités d'or (2012). Cette série fait suite à celle de 1982 qui est considérée comme la saison 1.

## Saison 2

### Synopsis
À bord du grand condor, les enfants s'embarquent à destination de l'Asie, plus particulièrement vers la Chine et le Tibet. Tandis qu'ils font la connaissance d'un alchimiste nommé Ambrosius, Esteban apprend la vérité sur ses origines.

### Épisodes
| № | Titre                          | Première diffusion                   | Autres diffusions                                                                                  |
| --- | ------------------------------ | ------------------------------------ | -------------------------------------------------------------------------------------------------- |
| 1 | Retour à Barcelone, 1re partie | La Trois : 17 novembre 2012          | TF1 : 9 décembre 2012 RTS Deux : 29 mars 2013 Télé-Québec : 14 décembre 2013 Kix : 9 novembre 2013 |
| Au Pays Inca, un certain Zarès force Mayucca à ouvrir un temple. Il y apprend la légende des sept cités d'or et de deux enfants élus. De retour à Barcelone, Esteban, Zia et Tao s'infiltrent dans la ville afin de libérer Mendoza, Pedro et Sancho emprisonnés par Zarès. Après les avoir libérés, Esteban apprend de Mendoza que le prêtre mort dans la Première Cité était en réalité le prophète voyageur, son père.                                             |                                |                                      | |
| 2 | Retour à Barcelone, 2e partie  | La Trois : 24 novembre 2012          | TF1 : 9 décembre 2012 RTS Deux : 29 mars 2013 Télé-Québec : 15 décembre Kix : 9 novembre 2013      |
| Bouleversé par la révélation de Mendoza, Esteban est retourné en ville, dans le monastère où il grandit. Suivant les informations de Rico, Mendoza et les autres le retrouvent et tentent de le convaincre de repartir avec eux en quête des Cités d'Or. Mais Esteban abandonne sa destinée et remet son Médaillon du Soleil à Tao. |                                |                                      | |
| 3 | Le Secret du tambour           | La Trois : 23 mars 2013              | RTS Deux : 30 mars 2013 TF1 : 21 avril 2013 Télé-Québec : 16 décembre 2013 Kix : 13 novembre 2013  |
| Après s'être enfuis de Barcelone, Esteban et les autres arrivent en Chine à bord du Grand Condor. Sur place, ils font la connaissance de villageois dont le jeune Zhi qui leur montre une grotte cachée. Cette grotte se révèle liée à la quête des Cités d'Or. |                                |                                      | |
| 4 | Aux mains des pirates          | La Trois : / RTS Deux : 30 mars 2013 | TF1 : 28 avril 2013 Télé-Québec : 17 décembre 2013 Kix : 14 novembre 2013                          |
| Alors que les pirates assiègent le village, les enfants et les marins tentent de s'enfuir par la rivière, mais la manœuvre tourne mal et Esteban et Tao sont capturés. Seule Zia peut leur venir en aide avec le Condor mais elle ne l'a jamais piloté et doute de réussir. Dans l'ombre, un mystérieux individu sabote les navires des pirates. |                                |                                      | |
| 5 | L’Alchimiste                   | RTS Deux : 31 mars 2013              | La Trois : 6 avril 2013 TF1 : 5 mai 2013 Télé-Québec : 18 décembre 2013 Kix : 15 novembre 2013     |
| Un alchimiste fantasque du nom d'Ambrosius intervient pour délivrer Esteban et Tao. Rejoint par Zia et les marins, ils parviennent avec difficulté à s'échapper du campement des pirates. Hélas, à la suite d'une maladresse de Pedro et Sancho le Condor s'écrase dans une rizière. |                                |                                      | |
| 6 | À l’abordage !                 | RTS Deux : 31 mars 2013              | La Trois : 13 avril 2013 TF1 : 12 mai 2013 Télé-Québec : 19 décembre 2013 Kix : 18 novembre 2013   |
| Dans la demeure d'Ambrosius, alors que les enfants et les marins apprennent l'existence de l'Orichalque, un métal plus rare que l'or et dont le Condor semble être fait, le groupe projette de se rendre à Pékin afin de découvrir un mystérieux Dragon Jaune. Mais les pirates s'attaquent au navire de l'alchimiste. |                                |                                      | |
| 7 | Shaolin                        | RTS Deux : 1er avril 2013            | La Trois : 20 avril 2013 TF1 : 19 mai 2013 Télé-Québec : 20 décembre 2013 Kix : 19 novembre 2013   |
| Alors que les enfants et les marins volent vers Pékin pour y retrouver Ambrosius, ils se posent non loin du temple Shaolin. Dans la forêt, les enfants sont capturés par des brigands, les Foulards Rouges. Tian Li, un moins Shaolin qui passait, intervient pour les délivrer avec Mendoza, mais ce dernier est blessé. |                                |                                      | |
| 8 | La Trahison                    | La Trois : 27 avril 2013             | TF1 : 26 mai 2013 Télé-Québec : 21 décembre 2013 Kix : 20 novembre 2013                            |
| Alors que Zia aide le Grand Maître à soigner Mendoza, elle se remémore son défunt père, Papacamayo. De son côté, Tao est introduit par Tian Li dans la bibliothèque du temple. Il y découvre un manuscrit à l'écriture semblable au livre que lui a laissé Ambrosius. Alors qu'Esteban et Tao partent chercher l'ouvrage dans le Grand Condor, ils sont de nouveau capturés par les brigands.                                                                         |                                |                                      | |
| 9 | La Prophétie                   | La Trois : 4 mai 2013                | TF1 : 2 juin 2013 Télé-Québec : 22 décembre 2013 Kix : 21 novembre 2013                            |
| Tandis qu'Esteban et Tao sont secourus par Petit Tigre et Petit Dragon, le livre de l'Alchimiste qui avait été mis au feu par les brigands est miraculeusement intact et la prophétie qu'il contient va pouvoir être déchiffrée. Mais les brigands attaquent le temple en passant par un passage secret. Pendant ce temps, Zarès arrive à Pékin. |                                |                                      | |
| 10 | La Perle noire                 | La Trois : 11 mai 2013               | TF1 : 9 juin 2013 Télé-Québec : 23 décembre 2013 Kix : 22 novembre 2013                            |
| Zarès rencontre l'empereur de Chine afin d'étudier la collection de dragons à cinq griffes de ce dernier. Pendant ce temps, les enfants et les marins retrouvent Ambrosius. Celui-ci part en ville avec Mendoza afin de trouver le temple où est caché le dragon jaune. |                                |                                      | |
| 11 | À la recherche du dragon jaune | La Trois : 18 mai 2013               | TF1 : 16 juin 2013 Télé-Québec : 24 décembre 2013 Kix : 25 novembre 2013                           |
| Guidés par la jeune Mei Li, les enfants arrivent au Temple de la Renaissance et sont accueillis par le prêtre Yu Chunhe qui remarque leurs médaillons. |                                |                                      | |
| 12 | Dans la Cité interdite         | La Trois : 25 mai 2013               | TF1 : 23 juin 2013 Télé-Québec : 25 décembre 2013 Kix : 26 novembre 2013                           |
| Esteban poursuit l'homme qui leur a dérobé le Dragon Jaune, et parvient à pénétrer dans la Cité Impériale. Mais alors que Yu Chunhe pense le faire sortir du palais impérial, il s'avère que le garçon est en fait le prince Zhu qui a enfermé Esteban dans un coffre pour pouvoir sortir du palais. Il se montre arrogant et parvient à gagner la ville. |                                |                                      | |
| 13 | Comme un prince                | La Trois : 1er juin 2013             | TF1 : 30 juin 2013 Télé-Québec : 26 décembre 2013 Kix : 27 novembre 2013                           |
| Mendoza et les deux marins partent à la recherche du prince Zhu qui a échappé à leur surveillance, et de Zia qui l'a rejoint. Pendant ce temps, Esteban réussit à récupérer le Dragon Jaune mais Mendoza se fait enlever en pleine rue... |                                |                                      | |
| 14 | L’Évasion                      | La Trois : 8 juin 2013               | TF1 : 7 juillet 2013 Télé-Québec : 27 décembre 2013 Kix : 28 novembre 2013                         |
| Esteban parvient à fuir de la Cité Interdite grâce à l'intervention de ses amis à bord de la nef d'Ambrosius. Plus tard, au Temple de la Renaissance, Yu Chunhe leur révèle qu'un certain Li Shuang, accompagné du père d'Esteban, est venu au temple longtemps auparavant et qu'il peut les renseigner sur les cités d'or et le Dragon Jaune. |                                |                                      | |
| 15 | Le Ventre de Bouddha           | La Trois : 25 août 2013              | TF1 : 8 septembre 2013 Télé-Québec : 28 décembre 2013 Kix : 29 novembre 2013                       |
| Arrivés à la Grande Muraille, les enfants et les marins sont pris dans une tempête de sable. Esteban et Tao sont faits prisonniers par des soldats, et Zia est enlevée par des cavaliers mongols. |                                |                                      | |
| 16 | Le Labyrinthe                  | La Trois : 1er septembre 2013        | TF1 : 15 septembre 2013 Télé-Québec : 29 décembre 2013 Kix : 2 décembre 2013                       |
| Les enfants rencontrent Li Shuang sur le chantier de la Grande Muraille. Il les conduit dans une caverne secrète où se trouve l'accès à un labyrinthe d'orichalque. En l'explorant, Esteban et Zia se font enfermer à l'intérieur. |                                |                                      | |
| 17 | Le Jardin endormi              | La Trois : 8 septembre 2013          | TF1 : 22 septembre 2013 Télé-Québec : 30 décembre 2013 Kix : 3 décembre 2013                       |
| Alors que le labyrinthe se referme sur Esteban et Zia, ils découvrent un laboratoire de Mu où le Dragon Jaune semble se charger en énergie. Mais en sortant du labyrinthe, Esteban se fait piquer par un scorpion. |                                |                                      | |
| 18 | Le Fils du soleil              | La Trois : 15 septembre 2013         | TF1 : 29 septembre 2013 Télé-Québec : 31 décembre 2013 Kix : 4 décembre 2013                       |
| Les enfants sont bloqués dans la caverne tandis qu'Esteban est au plus mal et que Li Shuang a disparu. Pressée par Tao de trouver un remède pour Esteban, Zia se souvient des conseils de médecine de Papacamayo, son défunt père. |                                |                                      | |
| 19 | L’Oasis                        | La Trois : 22 septembre 2013         | TF1 : 6 octobre 2013 Télé-Québec : 1er janvier 2014 Kix : 5 décembre 2013                          |
| Tandis que les héros sont en route pour l'oasis de Mingsha, Li Shuang apprend a Esteban que ses ancêtres étaient des atlantes et qu'Athanaos, son père, pense que c'est pour cette raison qu'il a été choisi. Tao, descendant de l'Empire de Mu, l'ennemi de l'Atlandide, surprend la conversation. |                                |                                      | |
| 20 | La Fresque des yeux maudits    | La Trois : 29 septembre 2013         | TF1 : 13 octobre 2013 Télé-Québec : 2 janvier 2014 Kix : 6 décembre 2013                           |
| Après s'être disputés et égarés dans le désert à cause d'une tempête de sable, les enfants parviennent à retrouver l'oasis. Pendant ce temps, Mendoza part à la poursuite d'un homme de Zarès mais le perd de vue. À l'oasis, Tao apprend l'existence d'un temple où se trouve la fresque des yeux maudits. Mais Zarès y apparaît et élimine Mendoza, Sancho et Pedro en les précipitant d'une falaise.                                                               |                                |                                      | |
| 21 | La Séparation                  | La Trois : 6 octobre 2013            | TF1 : 20 octobre 2013 Télé-Québec : 3 janvier 2014 Kix : 9 décembre 2013                           |
| En fuyant Zarès, les enfants ont trouvé la fresque mais se sont fait piégés par un vieux fou. Heureusement, Ambrosius arrive enfin et les libère. Ils comprennent alors que cette fresque n'est qu'une copie d'une autre au Tibet et que Mendoza et les marins sont donc morts pour rien. En repartant, Tao et Esteban se disputent et se séparent car ce dernier refuse de croire à leur mort.                                                                       |                                |                                      | |
| 22 | Le Feu du dragon               | La Trois : 13 octobre 2013           | TF1 : 27 octobre 2013 Télé-Québec : 4 janvier 2014 Kix : 10 décembre 2013                          |
| Arrivés à un village dans les montagnes du Tibet, les enfants et Ambrosius découvrent une grotte devant laquelle se trouve une gigantesque représentation des "yeux qui voient tout". Le feu du Dragon leur montre enfin la voie vers la deuxième Cité d'Or. Pendant ce temps, à la nef d'Ambrosius, Mendoza tente de dérober la pyramide de Mu mais un mécanisme se déclenche et le laisse inconscient sur le sol.                                                   |                                |                                      | |
| 23 | L'Expédition                   | La Trois : 20 octobre 2013           | TF1 : 3 novembre 2013 Télé-Québec : 5 janvier 2014 Kix : 11 décembre 2013                          |
| Alors que Mendoza est découvert par Ambrosius et les enfants, il est ligoté mais parvient à s'échapper avec Sancho et Pedro après avoir demandé à Esteban de lui faire confiance. Peu après, alors qu'ils gravissent la montagne, ils découvrent une caverne et une carte menant à une troisième Cité d'Or. Tian Li réapparait et les informe de l'existence d'un traitre dont parlait la prophétie des sept langages.                                                |                                |                                      | |
| 24 | Le Nid du condor               | La Trois : 27 octobre 2013           | TF1 : 10 novembre 2013 Télé-Québec : 10 janvier 2014 Kix : 12 décembre 2013                        |
| Alors que le Dragon Jaune est tombé dans un lac, il réapparait sous la forme d'un véritable dragon doré et, en volant, emmène les enfants et Ambrosius devant l'entrée de la deuxième Cité d'Or, la cité de Badalom. |                                |                                      | |
| 25 | La Révélation                  | La Trois : 03 novembre 2013          | TF1 : 17 novembre 2013 Télé-Québec : 17 janvier 2014 Kix : 13 décembre 2013                        |
| Tandis qu'Esteban et Zia trouvent un message de sept sages de Mu et d'Atlantide qui leur est destiné, Tao et Ambrosius découvrent des sources d'orichalque liquide. Mais en en dérobant une, l'alchimiste déclenche une réaction en chaîne détruisant la cité. Pendant ce temps, Mendoza et les marins rencontrent l'homme pour qui Mendoza a volé la Pyramide de Mu. Revenu à sa nef, Ambrosius découvre ce vol et, dans sa rage, revêt un costume : celui de Zarès. |                                |                                      | |
| 26 | Face-à-face                    | La Trois : 10 novembre 2013          | TF1 : 24 novembre 2013 Télé-Québec : 24 janvier 2014 Kix : 13 décembre 2013                        |
| Après être revenus au village, les enfants assistent à une fête en leur honneur. Profitant de cette occasion, Mendoza s'introduit dans le village et révèle à Esteban que son père, Athanaos, est en vie et que c'est pour lui qu'il a volé la Pyramide de Mu. Mais tandis qu'Esteban rencontre enfin son père, Zarès apparait et l'enlève. Les héros doivent désormais trouver la troisième cité sans quoi Athanaos le paiera de sa vie.                             |                                |                                      | |

## Saison 3

### Synopsis
Esteban, Zia et Tao poursuivent leur quête au Japon et au Moyen-Orient à la recherche des cités d'or de Sûndagatt et Kûmlar. Ils doivent libérer le père d'Esteban, en vie mais retenu prisonnier par Zarès dont ils découvrent la véritable identité.

### Épisodes
| № | Titre                       | Première diffusion         | Autres diffusions                             |
| --- | --------------------------- | -------------------------- | --------------------------------------------- |
| 1 | Kagoshima                   | La Trois : 12 octobre 2016 | TF1 : 20 octobre 2016 Kix : 23 septembre 2019 |
| Pendant qu’Ambrosius confie Athanaos et la matrice d’orichalque, volée dans la Cité d’Or de Badalom, à ses hommes de main, les enfants et les marins arrivent au Japon. Malheureusement, un tremblement de terre précipite le Grand Condor dans la mer. Repérés, les marins sont arrêtés par des soldats japonais et retrouvent un vieil ennemi.                                   |                             |                            |                                               |
| 2 | Le Daimyo Shimazu           | La Trois : 12 octobre 2016 | TF1 : 20 octobre 2016 Kix : 23 septembre 2019 |
| Les enfants trouvent l’objet d’orichalque qui a guidé le Grand Condor et son gardien, Yoshi. La relique renferme un message indiquant l’existence d’un « bouclier-miroir » menant à une Cité d’Or. Non loin de là, la nef d’Ambrosius s’écrase dans une rizière et ce dernier est fait prisonnier par les soldats du seigneur local, le Daimyo Shimazu.                            |                             |                            |                                               |
| 3 | Le grand oiseau d'or        | La Trois : 13 octobre 2016 | TF1 : 21 octobre 2016 Kix : 24 septembre 2019 |
| Alors que Zia et Mariko, la petite-fille de Yoshi, réussissent à récupérer le Grand Condor, Mendoza, les marins et Ambrosius fuient dans la forêt. Les enfants ne perdent pas de temps et s’envolent pour le sanctuaire d’Izumo afin de récupérer le bouclier-miroir. |                             |                            |                                               |
| 4 | La colère du Naï No Kami    | La Trois : 13 octobre 2016 | TF1 : 21 octobre 2016 Kix : 24 septembre 2019 |
| Tandis que les marins découvrent qu’Ambrosius les a trahis en révélant leur plan de fuite au Daimyo Shimazu, ils renoncent à leur liberté pour sauver des enfants pris dans un incendie. Toutefois, cet acte de bravoure leur fait gagner l’estime de Shimazu. Au sanctuaire, Zia pressent l’arrivée d’un terrible événement quand, soudain, un tremblement de terre se déclenche. |                             |                            |                                               |
| 5 | Le bouclier miroir          | La Trois : 14 octobre 2016 | TF1 : 24 octobre 2016 Kix : 25 septembre 2019 |
| Au château, Shimazu exige que Mendoza lui livre le Grand Condor, mais celui-ci parvient à subtiliser la boussole d’Ambrosius. Pendant ce temps, les enfants découvrent que la Cité d’Or est sous le volcan Sakurajima dans la Baie de Kagoshima. Ambrosius, fou de rage que Mendoza ait dérobé sa boussole, décide de l’éliminer.                                                  |                             |                            |                                               |
| 6 | Le retour de Zarès          | La Trois : 14 octobre 2016 | TF1 : 24 octobre 2016 Kix : 25 septembre 2019 |
| Profitant de la visite d’Ichiro, Mendoza lui confie la boussole d’Ambrosius et un message annonçant l’évasion prochaine. Malheureusement, Ambrosius, sous l’identité de Zarès, surprend la conversation et récupère la boussole. |                             |                            |                                               |
| 7 | Le sabre du samouraï        | La Trois : 17 octobre 2016 | TF1 : 25 octobre 2016 Kix : 26 septembre 2019 |
| En soignant Ichiro après son affrontement avec Zarès, les enfants et Mendoza découvrent que l’emblème des Shimazu représente la clé d’orichalque menant à la Cité d’Or, et que cette clé est la garde du sabre du Daimyo. Ce dernier, prévenu par Gaspard qu’Esteban a volontairement laissé échapper, décide d’attaquer les héros.                                                |                             |                            |                                               |
| 8 | Quand le masque tombe       | La Trois : 17 octobre 2016 | TF1 : 25 octobre 2016 Kix : 26 septembre 2019 |
| Alors que les enfants ont réussi à récupérer la clé sur le sabre de Shimazu et s’apprêtent à descendre dans le volcan, ils réalisent qu’Ambrosius n’est autre que leur ennemi Zarès. |                             |                            |                                               |
| 9 | Le Thallios                 | La Trois : 18 octobre 2016 | TF1 : 26 octobre 2016 Kix : 27 septembre 2019 |
| Les héros échappent à une attaque de crabes géants en découvrant un sous-marin, le Thallios, sous le volcan. En y insérant la clé d’orichalque, le vaisseau s’active et les emmène vers la 3e Cité d’Or, la cité sous-marine de Sûndagatt. |                             |                            |                                               |
| 10 | Sûndagatt                   | La Trois : 18 octobre 2016 | TF1 : 26 octobre 2016 Kix : 27 septembre 2019 |
| Alors que les enfants ont découvert des couronnes permettant la télékinésie, une éruption du volcan se déclenche. La cité se referme alors qu’Esteban et Zia, voulant récupérer leurs médaillons, sont séparés de Tao et des marins. Ces derniers sont contraints de les abandonner dans la cité pour ne pas être ensevelis à leur tour.                                           |                             |                            |                                               |
| 11 | Les ombres de la jungle     | La Trois : 19 octobre 2016 | TF1 : 27 octobre 2016 Kix : 30 septembre 2019 |
| Après avoir réussi à quitter la cité, les enfants et les marins se lancent à la poursuite d’Ambrosius grâce au cristal trouvé dans la 3e cité. Ils finissent par arriver en Inde, à Pattala, mais se retrouvent poursuivis par des ombres à la tombée de la nuit. |                             |                            |                                               |
| 12 | Le temple mémoire           | La Trois : 19 octobre 2016 | TF1 : 27 octobre 2016 Kix : 30 septembre 2019 |
| Les héros font la connaissance de jeunes indiens dont les parents travaillent de force au palais du Raja, drogué et manipulé par Ambrosius. En voulant explorer un vieux temple, Zia et Tao surprennent des soldats d’Ambrosius dérobant des inscriptions de Mu. Pendant ce temps, Esteban s’introduit dans le palais afin de trouver son père mais est découvert par Ambrosius.   |                             |                            |                                               |
| 13 | Laguerra                    | La Trois : 20 octobre 2016 | TF1 : 28 octobre 2016 Kix : 1er octobre 2019  |
| Esteban aperçoit son père, mais doit fuir pour échapper aux hommes d’Ambrosius. En voulant l’aider, Mendoza découvre la fille du Docteur Laguerra. Alors qu’ils reviennent au village, Ambrosius fait irruption et enlève Tao. |                             |                            |                                               |
| 14 | L’ordre du sablier          | La Trois : 20 octobre 2016 | TF1 : 28 octobre 2016 Kix : 1er octobre 2019  |
| Les marins fabriquent un système pour dissimuler les enfants dans les arbres tandis qu’Esteban et Zia découvrent une rivière souterraine pouvant mener au fort. Pendant ce temps, Ambrosius tente de convaincre Tao de se joindre à ses recherches. |                             |                            |                                               |
| 15 | Le secret d'Ambrosius       | La Trois : 21 octobre 2016 | TF1 : 31 octobre 2016 Kix : 2 octobre 2019    |
| Alors que les enfants du village échappent aux hommes d’Ambrosius, Mendoza décide de partir au fort avec les marins pour libérer les villageois prisonniers. Esteban et Zia feront diversion avec le Grand Condor. Malheureusement, ils en perdent le contrôle. |                             |                            |                                               |
| 16 | Les soleils noirs           | La Trois : 21 octobre 2016 | TF1 : 31 octobre 2016 Kix : 2 octobre 2019    |
| Zia réussit à fabriquer un antidote pour libérer le raja de l’emprise d’Ambrosius. Pendant ce temps, Mendoza et les marins lancent l’attaque du fort, mais Laguerra s’interpose et engage un duel avec Mendoza. |                             |                            |                                               |
| 17 | Libres !                    | La Trois : 24 octobre 2016 | TF1 : 1er novembre 2016 Kix : 3 octobre 2019  |
| Guéri par l’antidote, le Raja ordonne l’arrestation d’Ambrosius qui, fou de rage, s’enfuit en incendiant le palais grâce aux soleils noirs qu’il a créés. Pendant ce temps, Zia réussit à évacuer Athanaos avec le Condor grâce à Tao mais ce dernier se retrouve pris au piège avec Esteban dans le palais qui s’effondre.                                                        |                             |                            |                                               |
| 18 | Ormuz                       | La Trois : 24 octobre 2016 | TF1 : 1er novembre 2016 Kix : 3 octobre 2019  |
| Après avoir rendu Esteban à son père, Mendoza songe à repartir à l’aventure. Pendant ce temps, les enfants découvrent une piste vers la prochaine Cité d’Or. Suivant les indications d’Athanaos, tous s’envolent pour Ormuz, mais Ambrosius les y attend et leur tend un piège avec la complicité du gouverneur de l’île.                                                          |                             |                            |                                               |
| 19 | Un nouveau départ           | La Trois : 25 octobre 2016 | TF1 : 2 novembre 2016 Kix : 4 octobre 2019    |
| Chez Waga Fayat, les héros tombent sur Ambrosius, Laguerra et Gaspard, et les font prisonniers. Waga leur indique la direction de la cité d’Akkad, mais des gardes arrivent et tous doivent fuir. Les marins sont contraints de faire leurs adieux aux enfants. |                             |                            |                                               |
| 20 | La montagne de la Lune      | La Trois : 25 octobre 2016 | TF1 : 2 novembre 2016 Kix : 4 octobre 2019    |
| En volant vers Akkad, les enfants découvrent les ruines de la cité ainsi que sa Ziggurat. À Ormuz, Mendoza est contraint d’abandonner l’Esperanza et les marins en portant secours à Malik. Ce dernier lui apprend l’évasion d’Ambrosius, Laguerra et Gaspard. |                             |                            |                                               |
| 21 | En remontant, tu descendras | La Trois : 26 octobre 2016 | TF1 : 6 novembre 2016 Kix : 7 octobre 2019    |
| Les enfants pénètrent enfin dans la ziggurat d’Akkad et accèdent à la salle des voiles de Rana’Ori. Mais les coffres sont vides et Zarès apparaît soudainement. |                             |                            |                                               |
| 22 | Le seigneur du désert       | La Trois : 26 octobre 2016 | TF1 : 13 novembre 2016 Kix : 7 octobre 2019   |
| Les enfants échappent à Zarès en l’enfermant dans la ziggurat et en profitent pour dérober ses cartes, des pièces et sa boussole dans sa nef. En suivant les cartes, ils arrivent à l’oasis de Manfuha et espèrent y trouver les voiles, mais le seigneur des lieux, Jabbar, les retient.                                                                                          |                             |                            |                                               |
| 23 | Les voiles de Rana'Ori      | La Trois : 27 octobre 2016 | TF1 : 20 novembre 2016 Kix : 8 octobre 2019   |
| Les enfants découvrent les voiles de Rana’Ori que Jabbar veut vendre à Zarès, arrivé entre-temps à l’oasis, puis réussissent à s’enfuir avec l’aide de Laguerra. Dans le désert, après s’être retrouvés, Mendoza et les marins tentent de les rejoindre après avoir dérobé des dromadaires aux Chaldis mais sont rattrapés par ces derniers.                                       |                             |                            |                                               |
| 24 | Le désert des Chaldis       | La Trois : 27 octobre 2016 | TF1 : 27 novembre 2016 Kix : 8 octobre 2019   |
| Les enfants récupèrent le coffret des voiles de Rana’Ori mais découvrent qu’un des deux voiles a disparu. Pendant ce temps, au camp des Chaldis, Mendoza remporte un duel et sauve ainsi sa vie et celle des marins, avant de retrouver les enfants peu après. |                             |                            |                                               |
| 25 | Le serpent et le lion       | La Trois : 28 octobre 2016 | TF1 : 4 décembre 2016 Kix : 9 octobre 2019    |
| Grâce au second voile que détenait le chef Hakim, les héros trouvent le chemin de la 4e Cité d’Or. Mais Laguerra les a suivis et révèle sa position à Ambrosius grâce à la pyramide de Mu. Mendoza est fait prisonnier. |                             |                            |                                               |
| 26 | Kûmlar                      | La Trois : 28 octobre 2016 | TF1 : 11 décembre 2016 Kix : 9 octobre 2019   |
| Tandis que Mendoza tente de se libérer de la nef d'Ambrosius, les enfants ont pénétré dans la Cité d’Or de Kûmlar et se mettent à la recherche du tombeau de la princesse Rana’Ori. Hélas, Ambrosius réussit à les devancer et s’empare du double-médaillon du soleil de la princesse. Ivre de pouvoir, il se débarrasse de ses adversaires.                                       |                             |                            |                                               |

## Saison 4

### Synopsis
Esteban, Zia et Tao atteignent l'Afrique pour achever la quête des Cités d'Or en concurrence avec l'équipage d'Ambrosius. Ils doivent trouver les trois dernières cités, et apprennent enfin le véritable but de leur quête.

### Épisodes
| № | Titre                   | Première diffusion        | Autres diffusions                                      |
| --- | ----------------------- | ------------------------- | ------------------------------------------------------ |
| 1 | Lalibela                | RTS Un : 29 novembre 2020 | La Trois : 21 décembre 2020 France 4 : 8 Février 2021  |
| Les héros se dirigent vers Lalibela en Afrique. Mais Ambrosius les a devancés et a endormi tous les habitants. En explorant les environs, Esteban et Tao découvrent une église contenant une fresque liée aux cités d’or, ainsi qu’une étrange machine. Hélas, c’est un piège qui déclenche un tremblement de terre. Les garçons sont ensevelis sous les décombres. |                         |                           |                                                        |
| 2 | Le rêve de Zia          | RTS Un : 29 novembre 2020 | La Trois : 21 décembre 2020 France 4 : 9 Février 2021  |
| Pour libérer Esteban et Tao des décombres, Zia a déchaîné ses pouvoirs mais en est ressortie épuisée. Pendant ce temps, Ambrosius découvre que Laguerra a remis un mystérieux paquet au capitaine de l’Esperanza. Ayant sombré dans l’inconscience, Zia rêve d’un mystérieux masque qui mènerait à la légendaire cité d’Ophir. |                         |                           |                                                        |
| 3 | Enchaînés               | RTS Un : 6 décembre 2020  | La Trois : 22 décembre 2020 France 4 : 10 Février 2021 |
| Suivant les indications des villageois de Lalibela, les héros arrivent à Kiloua à la recherche d’informations sur la 5e Cité d’Or. Sur place, ils découvrent que la ville se livre au trafic d’esclaves. Pendant ce temps, Ambrosius décide d’attaquer l’Esperanza après la trahison de Laguerra. |                         |                           |                                                        |
| 4 | La grande évasion       | RTS Un : 6 décembre 2020  | La Trois : 22 décembre 2020 France 4 : 11 Février 2021 |
| Le mystérieux Cinza n’est autre que Gomez. Celui-ci dévoile à Esteban une carte menant à une Cité d’Or. Pendant ce temps, Zia, Tao et les marins décident de faire évader les esclaves de la ville. |                         |                           |                                                        |
| 5 | La porte des Anciens    | RTS Un : 13 décembre 2020 | La Trois : 23 décembre 2020 France 4 : 12 Février 2021 |
| Dans une base secrète, Gaspard et Laguerra découvrent que des olmèques sont au service d’Ambrosius. De leur côté, en suivant la carte volée à Gomez, les héros s’écrasent à Zimbabwe, capitale du royaume de Mutapa. Ils y découvrent une mystérieuse porte d’orichalque. En la franchissant, les enfants se retrouvent à Chambord, chez le Roi de France. |                         |                           |                                                        |
| 6 | Le fondateur            | RTS Un : 13 décembre 2020 | La Trois : 23 décembre 2020 France 4 : 15 Février 2021 |
| Ambrosius arrive à Zimbabwe et, furieux d’avoir été devancé par les enfants, franchit la Porte avec l’armure de Zarès. À Chambord, pendant que Tao fait la connaissance de Nostradamus, Esteban et Zia rencontrent le roi François 1er. |                         |                           |                                                        |
| 7 | La fumée qui gronde     | RTS Un : 20 décembre 2020 | La Trois : 24 décembre 2020 France 4 : 16 Février 2021 |
| Après l'irruption d'Ambrosius à Zimbabwe, le roi Néchangwé exige de Zia des explications. En échange, il lui révèle l'emplacement d'une chute d'eau qui pourrait abriter la 5e Cité d'Or. De son côté, encore perturbé par l’incident de Lalibela, Tao décide de rester à Chambord avec les alchimistes de l’ordre du sablier. Après cette séparation, Esteban, Zia et les marins partent en direction de la cité d’Ophir. |                         |                           |                                                        |
| 8 | Ophir                   | RTS Un : 20 décembre 2020 | La Trois : 24 décembre 2020 France 4 : 17 Février 2021 |
| Ambrosius a réussi à ouvrir la cité d’Ophir grâce au double-médaillon de Rana’Ori. À l’intérieur, une lutte s’engage pour l’obtention de la pierre d’Ophir. Mais la cité menace de se refermer. |                         |                           |                                                        |
| 9 | La pierre d'éternité    | RTS Un : 21 décembre 2020 | La Trois : 25 décembre 2020 France 4 : 18 Février 2021 |
| Alors que la cité se referme, tous sont entraînés dans les torrents qui la bordent et sont séparés. En sauvant un olmèque nommé Tyrias de la noyade, Esteban apprend qu’ils sont des atlantes. Pendant ce temps, Zia se fait dérober la pierre d’Ophir par l'olmèque Magon et Laguerra. |                         |                           |                                                        |
| 10 | La dame qui sourit      | RTS Un : 21 décembre 2020 | La Trois : 25 décembre 2020 France 4 : 19 Février 2021 |
| Alors qu’Esteban et Zia poursuivent un jeune homme qui a capturé Pichu, ils retrouvent les marins dans un village. Sur place, Zia découvre une réplique du masque qu’elle a vu dans son rêve et apprend que l’original est chez Gomez. Après une dispute avec Esteban, elle part seule à Kiloua avec le Grand Condor. |                         |                           |                                                        |
| 11 | Le Bako                 | RTS Un : 22 décembre 2020 | La Trois : 28 décembre 2020 France 4 : 22 Février 2021 |
| En route pour Kiloua, Zia découvre que Temba, le jeune chasseur, s’est infiltré à bord du Condor. Après une discussion, elle accepte son aide pour aller récupérer le Bako, le masque légendaire, chez Gomez. Pendant ce temps, à Chambord, Tao fait une découverte importante concernant les cités d’or. |                         |                           |                                                        |
| 12 | Adieu Maître !          | RTS Un : 22 décembre 2020 | La Trois : 28 décembre 2020 France 4 : 23 Février 2021 |
| Dans la base olmèque, Gaspard et Laguerra découvrent des salles secrètes contenant des armes, des machines volantes et des soldats en hibernation. De son côté, Ambrosius est fait prisonnier par les olmèques qui le trahissent. Une bataille s’engage pour s’échapper de la base mais Ambrosius finit par chuter dans la lave. |                         |                           |                                                        |
| 13 | La nuit des masques     | RTS Un : 23 décembre 2020 | La Trois : 29 décembre 2020 France 4 : 24 Février 2021 |
| Tao et Zia apprennent aux autres que la 7e cité n’existerait pas encore. Alors qu’ils font escale pour la nuit, le groupe est attaqué par des hommes déguisés en léopards. De leur côté, Gaspard et Laguerra réussissent à s’enfuir de la base olmèque mais s’écrasent peu après. Après avoir ramené le Bako chez lui, Zia est enlevée par les hommes-léopard. |                         |                           |                                                        |
| 14 | La falaise aux esprits  | RTS Un : 23 décembre 2020 | La Trois : 29 décembre 2020 France 4 : 25 Février 2021 |
| Alors qu’Esteban, Tao et Mendoza poursuivent les ravisseurs de Zia, ces derniers parviennent à les semer. Après avoir appris où ils l’emmenaient, ils partent à son secours. Hélas, une fois sur place, les hommes-léopards surgissent. Mendoza est capturé et torturé afin de forcer Zia à révéler son secret pour contrôler le Bako. |                         |                           |                                                        |
| 15 | La sorcière             | RTS Un : 24 décembre 2020 | La Trois : 30 décembre 2020 France 4 : 26 Février 2021 |
| Après avoir retrouvé Zia, Tao et Esteban découvrent un sanctuaire de Mu et d’Atlantide qui leur révèle l’emplacement de la 6e Cité d’Or. De leur côté, Mendoza et les marins récupèrent le Bako et découvrent que celui-ci est en orichalque. |                         |                           |                                                        |
| 16 | Orunigi                 | RTS Un : 24 décembre 2020 | La Trois : 30 décembre 2020 France 4 : 1er Mars 2021   |
| Contraint par une tempête, le Condor atterrit dans une forêt habitée par des gorilles. D'abord hostiles, ils semblent finalement reconnaître les médaillons du soleil et le Bako. En les suivant, les enfants arrivent aux portes de la 6e Cité d’Or, Orunigi, et découvrent un message des Anciens Sages de Mu et d'Atlantide qui leur révèle le véritable but de leur quête. |                         |                           |                                                        |
| 17 | Révélations             | RTS Un : 28 décembre 2020 | La Trois : janvier 2021 France 4 : 2 Mars 2021         |
| Les enfants apprennent que la guerre entre Mu et l’Atlantide a eu pour conséquence une menace céleste sous la forme d’une météorite devant s’écraser sur la Terre. Le seul moyen de sauver le Monde est de construire la 7e Cité d’Or, dernier rempart contre un nouveau Grand Cataclysme. |                         |                           |                                                        |
| 18 | Au-delà du miroir       | RTS Un : 28 décembre 2020 | La Trois : janvier 2021 France 4 : 3 Mars 2021         |
| À Chambord, les enfants découvrent des indices laissés par Léonard de Vinci. En les suivant, ils découvrent une caverne et un lac sous le château. En le vidant, un heptagone d’orichalque apparaît. |                         |                           |                                                        |
| 19 | Tombés du ciel          | RTS Un : 29 décembre 2020 | La Trois : janvier 2021 France 4 : 4 Mars 2021         |
| Alors que les enfants informent les rois François et Néchangwé du cataclysme à venir, les habitants de Zimbabwe exigent des réponses de leur souverain après avoir été malencontreusement avertis de la fin du Monde par les marins. Pendant ce temps, Gaspard et Laguerra sont capturés par des indigènes pour être sacrifiés afin de stopper les attaques de criquets dans la région. |                         |                           |                                                        |
| 20 | Le sacrifice            | RTS Un : 29 décembre 2020 | La Trois : janvier 2021 France 4 : 5 Mars 2021         |
| Alors que les marins ont également été capturés par les indigènes, ces derniers les emmènent avec Laguerra et Gaspard au Lac des Pétrifiés pour les sacrifier. De leur côté, les enfants tentent de leur venir en aide. |                         |                           |                                                        |
| 21 | Main dans la main       | RTS Un : 30 décembre 2020 | La Trois : janvier 2021 France 4 : 8 Mars 2021         |
| Après avoir été libérés par les enfants, Laguerra et Gaspard acceptent de leur confier les artéfacts de Mu. Hélas, il manque la pierre d’Ophir, restée dans la base olmèque. Mendoza, Laguerra et Gaspard décident d’y retourner tandis que les enfants et les marins emportent les artéfacts à Chambord. Ils y retrouvent Athanaos, enfin guéri. |                         |                           |                                                        |
| 22 | La porte de l'enfer     | RTS Un : 30 décembre 2020 | La Trois : janvier 2021 France 4 : 9 Mars 2021         |
| L’heptagone d’orichalque s’active et déploie les fondations et les plans de la future Cité d’Or. Pendant ce temps, Mendoza, Laguerra et Gaspard s’introduisent dans la base olmèque mais sont repérés. Alors qu’il décide de les aider pour honorer sa dette envers Esteban, Tyrias est abattu par Magon. |                         |                           |                                                        |
| 23 | Le dernier des Atlantes | RTS Un : 31 décembre 2020 | La Trois : janvier 2021 France 4 : 10 Mars 2021        |
| Grâce au sacrifice de Tyrias, Mendoza, Laguerra et Gaspard récupèrent la pierre d’Ophir et fuient la base avant qu’elle n’explose. Pendant ce temps, à Zimbabwe, les forgerons réussissent à fabriquer les pièces d’orichalque de la future Cité d’Or. Esteban et Zia partent chercher Mendoza et les autres mais Zarès a survécu et les attend. |                         |                           |                                                        |
| 24 | Vengeance               | RTS Un : 31 décembre 2020 | La Trois : janvier 2021 France 4 : 11 Mars 2021        |
| Alors que les héros réussissent à échapper à Zarès et parviennent à retourner à Chambord, la construction de la Cité d’Or bat son plein. Mais les difficultés sont grandes et pour ne rien arranger, Zia a une vision terrifiante où ses amis sont en grand danger. Pendant ce temps, Zarès arrive à Zimbabwe et s’empare de la matrice d’orichalque après avoir éliminé Mendoza et Laguerra. |                         |                           |                                                        |
| 25 | La 7ème Cité d'or       | RTS Un : 1er janvier 2021 | La Trois : janvier 2021 France 4 : 12 Mars 2021        |
| Ambrosius parvient à rejoindre Chambord et récupère les artefacts de Mu. De leur côté, en récupérant le double-médaillon de Rana’Ori, Esteban et Zia sont instantanément transportés dans un endroit inconnu où toutes les cités d’or sont réunies. Alors qu’ils retournent à Chambord, ils découvrent Ambrosius et tentent, avec Mendoza, de le stopper définitivement. |                         |                           |                                                        |
| 26 | Fin de l'aventure ?     | RTS Un : 1er janvier 2021 | La Trois : janvier 2021 France 4 : 12 Mars 2021        |
| La météorite approche de la Terre. Hélas, la pierre d’Ophir a été endommagée dans l'affrontement avec Ambrosius et ne peut plus détruire seule la menace. Les enfants se voient désormais contraints de faire appel à l'alchimiste pour les aider avec ses soleils noirs, tandis que le roi François dévoile son vrai visage et veut confisquer les artéfacts de Mu, la machine olmèque ainsi que la Cité d’Or. De leur côté, Esteban et Zia tentent d’en savoir plus sur le mystérieux pays où toutes les cités d’or se trouvent réunies. Mais eux-seuls pourront s'y rendre... Commentaire : Cet épisode clôt la série ainsi que la saga des Mystérieuses Cités d'Or. À cette occasion, le scoop de Pichu n'apparaît pas et les derniers mots du documentaire sont "Au revoir" en lieu et place de l'habituel et emblématique "Au revoir, à bientôt" des autres épisodes. |                         |                           |                                                        |